# Connarus ferrugineus
Connarus ferrugineus är en tvåhjärtbladig växtart som beskrevs av William Jack. Connarus ferrugineus ingår i släktet Connarus och familjen Connaraceae. Inga underarter finns listade i Catalogue of Life.